# Ондавська височина

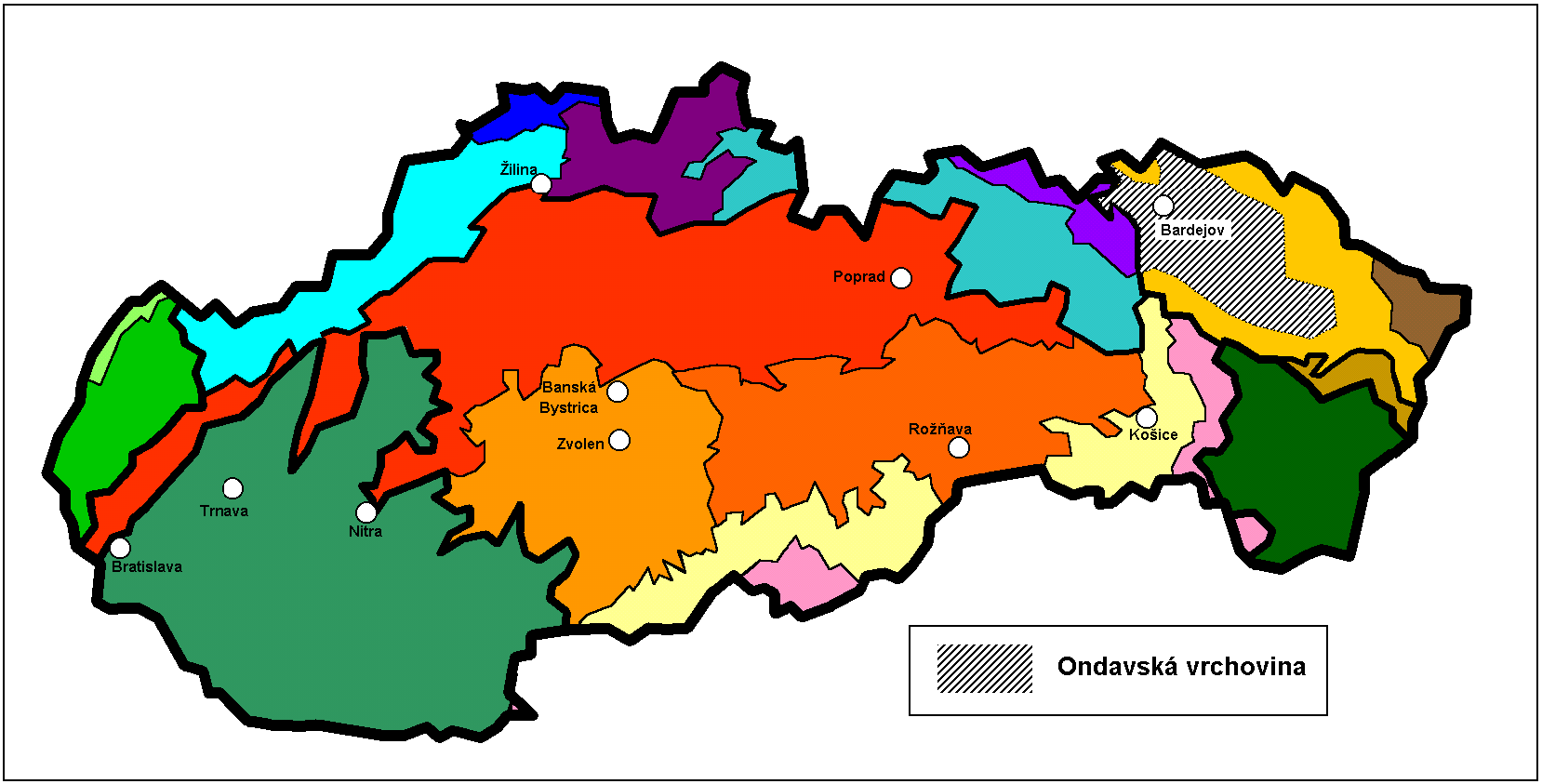

Ондавська Височина (словац. Ondavská vrchovina) — частина Низьких Бескидів. Найвища точка — гора Маґура, 900 м. Ондавська височина відноситься до басейну Тепла й Ондави. Ондавська височина в основному покрита широколистяними лісами, що складаються з бука та дуба.

## Пам'ятки
- Місто Бардіїв
- Руїни замку «Маковиця»
- Руїни замку Бреков

## Річки
- Андрейов потік[1]
- Валковський потік[2]
- Глибокий потік
- Грабовець
- Єдльовський потік[3]
- Кваковський потік
- Матяшовський потік
- Мірошовец
- Ольшавка[4]
- Осиковський потік
- Решовка
- Тополя[5]
- Фрічковський потік